# Конрад Гогенлое-Шіллінгсфюрстський
Конрад Гогенлое-Шіллінгсфюрстський (нім. Konrad Maria Eusebius Prinz zu Hohenlohe-Waldenburg-Schillingsfürst; 16 грудня 1863 — 21 грудня 1918) —австро-угорський державний діяч, міністр-президент Цислейтанії в 1906. В 1903—1904 рр. — ландпрезидент (намісник) Буковини. Брат посла Австро-Угорщини в Німецькій імперії Готтфрида цу Гогенлое-Шіллінгсфюрста, племінник канцлера Німецької імперії Хлодвіга Гогенлое.

## Життєпис

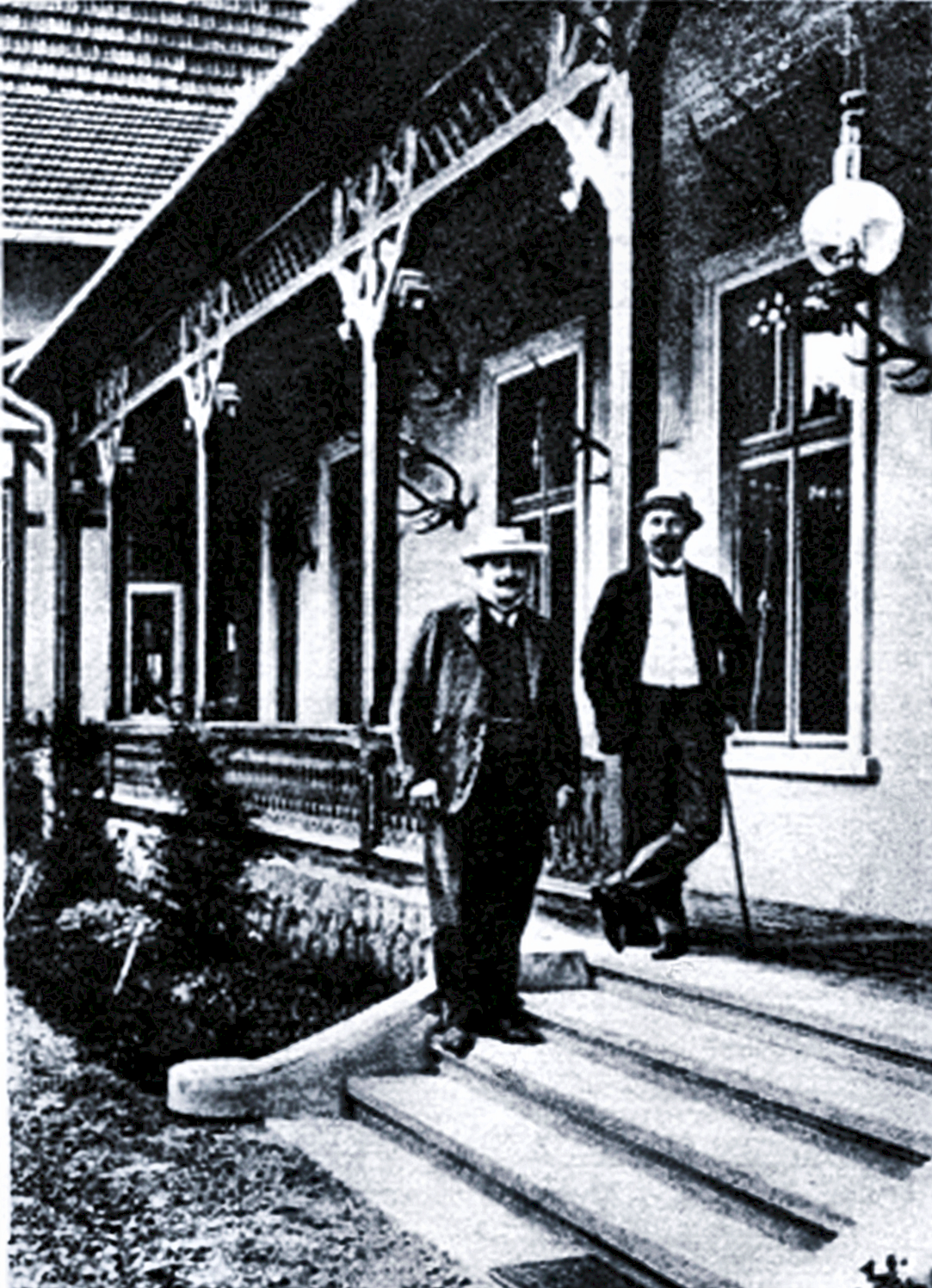
Конрад цу Гогенлое-Шіллінгсфюрст з Георгієм Василько фон Серетськимв Берегометі у 1904 році

Народився в сім'ї принца Костянтина цу Гогенлое-Шиллінгсфюрста, брата рейхсканцлера Хлодвіга Гогенлое, і княжни Марії Вітгенштейн, дочки княгині Кароліни та онуки російського фельдмаршала Петра Вітгенштейна.
Протягом 1903 - 1904 років обіймав посаду намісника Буковини. Будучи вихідцем із досить знатної сім'ї, не особливо був залежний від політики Відня. Перебуваючи на посаді крайового президента принц Конрад Гогенлое, сприяв реформуванню виборчої системи та запровадженню вільних виборів. Ліберально налаштований у поглядах, значно сприяв демократизації життя на Буковині.
Його наступник Блейлебен про свого попередника говорив наступне:
|  | ...Се був перший президент Буковини, на якого гляділи всі міроздатні партії... з рівною любов'ю, а то прямо і з оцінкою, яка межує з почитанєм... |

З 1904 по 1915 - намісник Австрійського Примор'я. Належав до близьких друзів і радників ерцгерцога Франца Фердинанда. Протягом цього періоду на короткий час, з 2 по 28 травня 1906 року займав посаду міністра-президента Цислейтанії. 
З 30 листопада 1915 по 31 жовтня 1916 займав пост міністра внутрішніх справ Цислейтанії. Пропонував проект устрою монархії із чотирьох складових: Австрії, Угорщини, Польщі та Іллірії (куди мали увійти Хорватія, Славонія та Боснія і Герцеговина).
В грудня 1916 року на 20 днів обіймав посаду міністра фінансів Австро-Угорщини.